# 瑪塔·阿格麗希
瑪莎·阿格麗希（西班牙語：Martha Argerich，西班牙語發音：[ˈmaɾta aɾxeˈɾitʃ]；1941年6月5日—），阿根廷鋼琴家，第七屆蕭邦國際鋼琴比賽首獎得主。她被广泛认为是有史以来最伟大的钢琴家之一。

## 早年

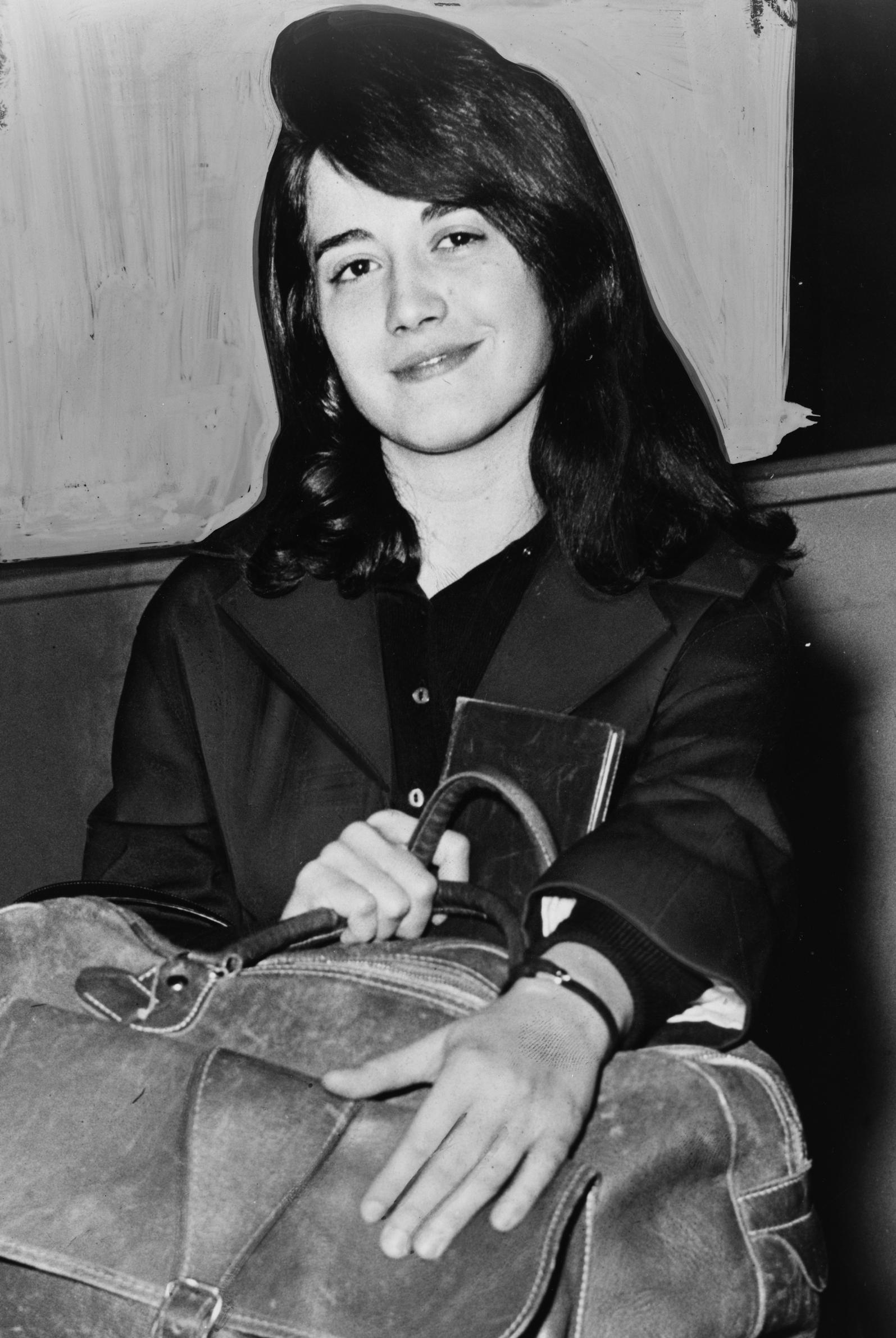
21岁的阿格里奇，1962年

阿格麗希出生於布宜諾斯艾利斯，父亲祖籍加泰罗尼亚，母亲是俄国犹太人。
阿格麗希从小便显露出钢琴天赋，五歲時受教於意大利钢琴家文欽佐·斯卡拉穆扎，八歲時首次在音樂會上演出，曲目為莫扎特第20鋼琴協奏曲和貝多芬第一鋼琴協奏曲。
阿格麗希隨家人1955年搬至歐洲，在奧地利師從弗里德里希·古爾達。之後，她又陸續受教於斯特凡·阿斯肯纳瑟及瑪麗亞·庫爾奇奧。1957年，16歲的阿格麗希時在三周內連續贏得了日內瓦國際音樂比賽以及費魯喬·布梭尼國際鋼琴比賽。在布梭尼國際大賽時，阿格麗希結識了意大利鋼琴家米凯兰杰利，之後在藝術生涯不順時曾向他求教數次，不過對阿格麗希影響最大的還是古爾達，在其門下學習過一年半。
1965年，阿格麗希在華沙舉行的第七屆蕭邦國際鋼琴比賽中奪冠，其中贏得比賽的關鍵是她在演奏肖邦C大調練習曲（Op.10, No.1）時大膽而自信的表現。同年到美國首演，出現在林肯中心的“偉大演奏家”系列音樂會中。

## 演奏生涯
1960年，阿格麗希錄製了第一張唱片，收錄了肖邦、李斯特、勃拉姆斯、拉威爾及普羅科菲耶夫的作品，1961年推出時廣受好評。數年之後，她又錄製了蕭邦的第三號奏鳴曲、降A大調波蘭舞曲以及其他小作品。阿格麗希的演奏技巧被認為是當代最傑出的之一，比肩霍羅威茨。早期（十九歲時）的錄音同時是她比賽時的主力作品，例如普羅科菲耶夫的《觸技曲》以及李斯特的《第六號匈牙利狂想曲》至今仍是這些曲目的標竿詮釋。雖然有一些批評指出她的演奏帶有過度誇張力度和速度，她的演奏仍然具有她的獨特熱情和音色。

## 荣誉

### 比賽/獎項
- 布索尼国际钢琴比赛：第一名（1957）[4]
- 日内瓦国际音乐比赛：第一名（1957）
- 蕭邦國際鋼琴比賽第七屆（英语：VII International Chopin Piano Competition）：第一名（1965）
- 克勞迪奧·阿勞紀念獎（英语：Arrau Medal）（1997）
- 阿根廷康奈克斯獎（英语：Konex Award）鑽石獎（1999）：獲頒阿根廷文化界最高榮譽的古典音樂家。
- 第42屆葛萊美獎（英语：42nd Grammy Awards）最佳器樂獨奏或合奏（管絃樂伴奏）（英语：Grammy Award for Best Instrumental Soloist(s) Performance (with orchestra)）（2000）
  - 夏爾·杜特華（指揮）、瑪莎·阿格麗希與蒙特利尔交响乐团共同演奏
  - 普羅高菲夫作品：第一號及第三號鋼琴協奏曲/巴爾托克: 第三號鋼琴協奏曲
- 第47屆葛萊美獎（英语：47th Grammy Awards）最佳室內樂演奏（英语：Grammy Award for Best Chamber Music Performance）（2005）
  - 瑪莎·阿格麗希與米哈伊爾·普雷特涅夫共同演奏
  - 普羅高菲夫（編曲：普雷特涅夫）：灰姑娘雙鋼琴組曲/拉威爾：鵝媽媽組曲
- 第48屆葛萊美獎最佳器樂獨奏或合奏（管絃樂伴奏）（英语：Grammy Award for Best Instrumental Soloist(s) Performance (with orchestra)）（2006）
  - 阿巴多（指揮）、瑪莎·阿格麗希與馬勒室內樂團（英语：Mahler Chamber Orchestra）共同演奏
  - 貝多芬第二號及第三號鋼琴協奏曲
- 獲選進入留聲機雜誌名人堂（英语：Gramophone Hall of Fame）（2012）[5]

### 外国勋章奖章
- 旭日小绶章（日本，2005年11月公布[6]）
- 高松宮殿下紀念世界文化獎（日本，2005）
- 意大利共和国功绩指挥官勋章（義大利語：Ordine al merito della Repubblica Italiana）（意大利，2018年10月18日公布[7]，2018年10月24日于罗马奎里纳莱宫颁发[8]）

## 其他

### 阿格麗希音樂節
日本大分縣別府市固定於每年春、夏季舉行「別府阿格麗希音樂節」（別府アルゲリッチ音楽祭），是少數阿格麗希親自與會的活動。

## 作品節選
- (CD). 20世紀偉大鋼琴家（英语：Great Pianists of the 20th Century） 2. Philips Classics. 1998. 456 700-2.
- (CD). 20世紀偉大鋼琴家 3. Philips Classics. 1999. 456 703-2.

## 個人生活
由於對媒體和公眾場合的厭惡，阿格麗希大部分時間都保持遠離大眾的注目焦點，她很少接受訪問，並表示害怕坐飛機，因此較少出國演出。阿格麗希的菸癮很大，根據其傳記《童子與魔法》，15歲的她就有吸菸的習慣。現存許多阿格麗希年輕時的舊照，可以見到她手持一支香菸在各種場合的身影，甚至在錄音期間也不例外。90年代，阿格麗希被診斷出罹患惡性腫瘤，經歷了癌細胞轉移與肺部部份切除手術後，她決心戒菸。
阿格麗希有過三次婚姻。她的第一任丈夫為瑞士籍华裔指揮家陈亮声（Robert Chen），他們有一個女兒——中提琴家陈丽达，兩人於1964年離婚。1969到1973年間，阿格麗希與瑞士指揮家夏爾·迪圖瓦結婚，兩人有一個女兒安妮·迪圖瓦。1974年，阿格麗希嫁給鋼琴家，兩人育有一女史蒂芬妮·阿格麗希（Stéphanie Argerich），是一名攝影師。
阿格里奇通晓多国语言，会说西班牙语、法语、意大利语、德语、英语和葡萄牙语。她曾在阿根廷、比利时、瑞士和法国生活过，并同时拥有瑞士和阿根廷的公民身份。

## 外部連結
- "Argerich--Discography," (1999-08-11)
- Ross, Alex; 'Madame X', 2001-11-12 （页面存档备份，存于）, a profile of Argerich in The New Yorker
- Martha Argerich, evening talks （页面存档备份，存于）, the award-winning documentary film about Argerich by Georges Gachot[] - (imdb link （页面存档备份，存于）)
- Orga, Ates, River Plate Queen (1978, 2006), an interview with Argerich first published in the 1979 International Music Guide
- MUSIC FESTIVAL Argerich's Meeting Point in Beppu, a music festival sponsored by the Argerich Arts Foundation of Beppu, Japan
- The Martha Argerich Project
- Argerich Music news, concert schedule, articles, recordings
- Argerich's repertoire through the years
- Martha Argerich biography, CD and concert review by cosmopolis.ch （页面存档备份，存于）
- Martha Argerich Project Brings Talent to Lugano （页面存档备份，存于） by Euro News, June 15, 2009